# 500 lire "Pace"
Nel 1986 la Zecca di Roma ha coniato una moneta da 500 lire in argento che commemora l'Anno Internazionale della Pace.

## Dati tecnici
Al dritto è raffigurata l'allegoria della Repubblica Italiana turrita volta a destra, sotto il quale è posta la firma di uno degli autori, ULIANA PERNAZZA, più in basso sta una stella; in giro è scritto "REPVBBLICA ITALIANA".
Al rovescio è rappresentato un ulivo, sotto si trova la firma dell'autore SERGIO GROSSI ai suoi lati stanno la data e la lettera R mentre l'indicazione del valore è in esergo. In giro, è scritto "ANNO INTERNAZIONALE DELLA PACE".
Nel contorno: dicitura PACE ripetuta in italiano, tedesco, inglese, francese, greco e spagnolo in rilievo.
Il diametro è di 29 mm, il peso di 11 g e il titolo è di 835/1000.
La moneta è presentata nelle due versioni Fior di conio e Fondo specchio, rispettivamente in 89.754 e 19.406 esemplari.  La tiratura complessiva è di 109.160 esemplari.